# 56e législature de la Chambre des représentants de Belgique
Depuis le 10 juillet 2024
55e 57e
La 56e législature de la Chambre des représentants de Belgique est la législature qui est issue des élections législatives du 9 juin 2024.

## Bureau
- Président : Peter De Roover (N-VA)
  - Vice-présidents
    1. Wouter Vermeersch (VB)
    2. Florence Reuter (MR)
    3. Frédéric Daerden (PS)

  - Membres du bureau
    1. Nabil Boukili (PTB-PVDA)
    2. Benoît Lutgen remplace Yves Coppieters (LE)
    3. Melissa Depraetere (Vooruit)

  - Membres associés du bureau
    1. Nawal Farih remplace Els Van Hoof (CD&V)
    2. Sarah Schlitz (Ecolo-Groen)
    3. Vincent Van Quickenborne (Open Vld)

  - Présidents des groupes politiques : 
    - N-VA : Axel Ronse
    - VB : Barbara Pas
    - MR : Benoît Piedboeuf
    - PS : Pierre-Yves Dermagne
    - PTB : Sofie Merckx
    - LE : Aurore Tourneur
    - Vooruit : Oskar Seuntjens
    - CD&V : Nawal Farih
    - Ecolo-Groen : Stefaan Van Hecke
    - Open Vld : Alexia Bertrand

## Répartition

Répartition de l'hémicycle par parti de la première séance le 10 juillet 2024 jusqu'au 4 février 2025
Répartition de l'hémicycle par parti à partir du 4 février 2025

## Députés (150)

### N-VA -Nieuw-Vlaamse Alliantie(23)
| Nom                      | En remplacement de   | Circonscription                 | Fonction                                                                         |
| ------------------------ | -------------------- | ------------------------------- | -------------------------------------------------------------------------------- |
| Peter Buysrogge          |                      | Province de Flandre-Orientale   | Président de la commission de la Défense nationale                               |
| Wim Van der Donckt       | Mireille Colson      | Province d'Anvers               |                                                                                  |
| Dorien Cuylaerts         |                      | Province d'Anvers               |                                                                                  |
| Christoph D'Haese        |                      | Province de Flandre-Orientale   |                                                                                  |
| Maaike De Vreese         |                      | Province de Flandre-Occidentale |                                                                                  |
| Sophie De Wit            |                      | Province d'Anvers               |                                                                                  |
| Katrijn van Riet         | Bart De Wever        | Province d'Anvers               |                                                                                  |
| Peter De Roover          |                      | Province d'Anvers               | Président de la Chambre Président de la commission parlementaire de concertation |
| Eva Demesmaeker          |                      | Province du Brabant flamand     |                                                                                  |
| Kathleen Depoorter       |                      | Province de Flandre-Orientale   |                                                                                  |
| Jeroen Bergers           | Theo Francken        | Province du Brabant flamand     | Chef de groupe                                                                   |
| Michael Freilich         |                      | Province d'Anvers               |                                                                                  |
| Frieda Gijbels           |                      | Province de Limbourg            |                                                                                  |
| Koen Metsu               |                      | Province d'Anvers               |                                                                                  |
| Lotte Peeters            |                      | Province de Flandre-Orientale   |                                                                                  |
| Wouter Raskin            |                      | Province de Limbourg            |                                                                                  |
| Axel Ronse               |                      | Province de Flandre-Occidentale |                                                                                  |
| Darya Safai              |                      | Province du Brabant flamand     |                                                                                  |
| Lieve Truyman            | Anneleen Van Bossuyt | Province de Flandre-Orientale   |                                                                                  |
| Kristien Van Vaerenbergh |                      | Province du Brabant flamand     |                                                                                  |
| Steven Vandeput          |                      | Province de Limbourg            | Président de la commission des Finances et du Budget                             |
| Charlotte Verkeyn        |                      | Province de Flandre-Occidentale |                                                                                  |
| Bert Wollants            |                      | Province d'Anvers               |                                                                                  |

### VB -Vlaams Belang(20)
| Nom                     | En remplacement de | Circonscription                 | Fonction                                                                                                   |
| ----------------------- | ------------------ | ------------------------------- | --- |
| Katleen Bury            |                    | Province du Brabant flamand     | |
| Ortwin Depoortere       |                    | Province de Flandre-Orientale   | Président de la commission de l'Intérieur, de la Sécurité, de la Migration et des Matières administratives |
| Marijke Dillen          |                    | Province d'Anvers               | |
| Britt Huybrechts        |                    | Province du Brabant flamand     | |
| Dieter Keuten           |                    | Province de Limbourg            | |
| Kurt Moons              |                    | Province du Brabant flamand     | |
| Barbara Pas             |                    | Province de Flandre-Orientale   | Cheffe de groupe                                                                                           |
| Annick Ponthier         |                    | Province de Limbourg            | |
| Kurt Ravyts             |                    | Province de Flandre-Occidentale | |
| Ellen Samyn             |                    | Province d'Anvers               | |
| Werner Somers           |                    | Province de Flandre-Orientale   | |
| Dominiek Sneppe         |                    | Province de Flandre-Occidentale | Président de la commission spéciale pour les Pétitions                                                     |
| Frank Troosters         |                    | Province de Limbourg            | Président de la commission de la Mobilité, des Entreprises publiques et des Institutions fédérales         |
| Francesca Van Belleghem |                    | Province de Flandre-Orientale   | |
| Alexander Van Hoecke    |                    | Province de Flandre-Orientale   | |
| Reccino Van Lommel      |                    | Province d'Anvers               | |
| Sam Van Rooy            |                    | Province d'Anvers               | |
| Kristien Verbelen       |                    | Province de Flandre-Occidentale | |
| Lode Vereeck            |                    | Province d'Anvers               | |
| Wouter Vermeersch       |                    | Province de Flandre-Occidentale | Premier vice-président de la Chambre                                                                       |

### MR -Mouvement réformateur(19)
| Nom                   | En remplacement de                | Circonscription              | Fonction                                                                      |
| --------------------- | --------------------------------- | ---------------------------- | ----------------------------------------------------------------------------- |
| Daniel Bacquelaine    |                                   | Province de Liège            |                                                                               |
| Victoria Vandeberg    | Mathieu Bihet Pierre-Yves Jeholet | Province de Liège            |                                                                               |
| Georges-Louis Bouchez |                                   | Province de Hainaut          |                                                                               |
| Christophe Bombled    | David Clarinval                   | Province de Namur            |                                                                               |
| Hervé Cornillie       |                                   | Province de Hainaut          |                                                                               |
| Michel De Maegd       |                                   | Région de Bruxelles-Capitale |                                                                               |
| Charlotte Deborsu     |                                   | Province de Namur            |                                                                               |
| Catherine Delcourt    |                                   | Province de Liège            |                                                                               |
| Denis Ducarme         |                                   | Province de Hainaut          | Président de la commission des Affaires sociales, de l'Emploi et des Pensions |
| Anthony Dufrane       |                                   | Province de Hainaut          |                                                                               |
| Gilles Foret          |                                   | Province de Liège            |                                                                               |
| Philippe Goffin       |                                   | Province de Liège            | Président de la commission de la Constitution et du Renouveau institutionnel  |
| Youssef Handichi      |                                   | Région de Bruxelles-Capitale |                                                                               |
| Pierre Jadoul         | Valérie Glatigny                  | Région de Bruxelles-Capitale |                                                                               |
| Mathieu Michel        |                                   | Province du Brabant wallon   |                                                                               |
| Benoît Piedboeuf      |                                   | Province de Luxembourg       | Chef de groupe                                                                |
| Florence Reuter       |                                   | Province du Brabant wallon   | Deuxième vice-présidente de la Chambre                                        |
| Vincent Scourneau     |                                   | Province du Brabant wallon   |                                                                               |
| Julie Taton           |                                   | Province de Hainaut          |                                                                               |

### PS -Parti socialiste(16)
| Nom                  | En remplacement de | Circonscription              | Fonction                                                           |
| -------------------- | ------------------ | ---------------------------- | ------------------------------------------------------------------ |
| Khalil Aouasti       | Philippe Close     | Région de Bruxelles-Capitale | Président de la commission spéciale pour les Naturalisations       |
| Hugues Bayet         |                    | Province de Hainaut          |                                                                    |
| Ridouane Chahid      |                    | Région de Bruxelles-Capitale |                                                                    |
| Philippe Courard     |                    | Province de Luxembourg       |                                                                    |
| Frédéric Daerden     |                    | Province de Liège            | Troisième vice-président de la Chambre                             |
| Ludivine Dedonder    |                    | Province de Hainaut          |                                                                    |
| Pierre-Yves Dermagne |                    | Province de Namur            | Chef de groupe                                                     |
| Caroline Désir       |                    | Région de Bruxelles-Capitale |                                                                    |
| Christophe Lacroix   |                    | Province de Liège            |                                                                    |
| Dimitri Legasse      |                    | Province du Brabant wallon   |                                                                    |
| Paul Magnette        |                    | Province de Hainaut          |                                                                    |
| Marie Meunier        |                    | Province de Hainaut          |                                                                    |
| Lydia Mutyebele Ngoi |                    | Région de Bruxelles-Capitale |                                                                    |
| Patrick Prévot       |                    | Province de Hainaut          | Président de la commission de la Santé et de l'Égalité des chances |
| Sophie Thémont       |                    | Province de Liège            |                                                                    |
| Éric Thiébaut        |                    | Province de Hainaut          |                                                                    |

### PTB-PVDA -Parti du travail de Belgique - Partij van de Arbeid van België(15)
| Nom                 | En remplacement de | Circonscription                 | Fonction                                                                                             |
| ------------------- | ------------------ | ------------------------------- | --- |
| Kemal Bilmez        |                    | Province du Brabant flamand     | |
| Nabil Boukili       |                    | Région de Bruxelles-Capitale    | Premier membre du bureau                                                                             |
| Roberto d'Amico     |                    | Province de Hainaut             | Président de la commission de l'Économie, de la Protection des consommateurs et de la Digitalisation |
| Greet Daems         |                    | Province d'Anvers               | |
| Kim De Witte        |                    | Province de Limbourg            | |
| Natalie Eggermont   |                    | Province de Flandre-Occidentale | |
| Raoul Hedebouw      |                    | Province de Liège               | |
| Farah Jacquet       |                    | Province de Namur               | |
| Sofie Merckx        |                    | Province de Hainaut             | Cheffe de groupe                                                                                     |
| Peter Mertens       |                    | Province d'Anvers               | |
| Nadia Moscufo       |                    | Province de Liège               | |
| Julien Ribaudo      |                    | Région de Bruxelles-Capitale    | |
| Robin Tonniau       |                    | Province de Flandre-Orientale   | |
| Annik Van den Bosch |                    | Région de Bruxelles-Capitale    | |
| Ayse Yigit          |                    | Province de Hainaut             | |

### Les Engagés(14)
| Nom                    | En remplacement de | Circonscription              | Fonction                                  |
| ---------------------- | ------------------ | ---------------------------- | ----------------------------------------- |
| Julien Matagne         | Jean-Luc Crucke    | Province de Hainaut          |                                           |
| Xavier Dubois          | Yves Coppieters    | Province du Brabant wallon   |                                           |
| Luc Frank              |                    | Province de Liège            |                                           |
| Jean-Francois Gatelier |                    | Province de Hainaut          |                                           |
| Isabelle Hansez        |                    | Province de Liège            |                                           |
| Pierre Kompany         |                    | Région de Bruxelles-Capitale |                                           |
| Stéphane Lasseaux      |                    | Province de Namur            |                                           |
| Benoît Lutgen          |                    | Province de Luxembourg       | Deuxième membre du bureau                 |
| Simon Dethier          | Vanessa Matz       | Province de Liège            | Cheffe de groupe                          |
| Ismaël Nuino           | Élisabeth Degryse  | Région de Bruxelles-Capitale | Présidente de la commission de la Justice |
| Anne Pirson            |                    | Province de Namur            |                                           |
| Marc Lejeune           | Maxime Prévot      | Province de Namur            |                                           |
| Carmen Ramlot          | Valérie Lescrenier | Province de Luxembourg       |                                           |
| Aurore Tourneur        |                    | Province de Hainaut          |                                           |

### Vooruit(13)
| Nom                 | En remplacement de  | Circonscription                 | Fonction                                                                 |
| ------------------- | ------------------- | ------------------------------- | ------------------------------------------------------------------------ |
| Achraf El Yakhloufi | Jinnih Beels        | Province d'Anvers               |                                                                          |
| Jan Bertels         |                     | Province d'Anvers               |                                                                          |
| Axel Weydts         | Melissa Depraetere  | Province de Flandre-Occidentale | Troisième membre du bureau                                               |
| Fatima Lamarti      |                     | Province du Brabant flamand     |                                                                          |
| Annick Lambrecht    |                     | Province de Flandre-Occidentale |                                                                          |
| Brent Meuleman      |                     | Province de Flandre-Orientale   |                                                                          |
| Funda Oru           |                     | Province de Limbourg            |                                                                          |
| Oskar Seuntjens     |                     | Province d'Anvers               | Président de la commission de l'Énergie, de l'Environnement et du Climat |
| Jeroen Soete        |                     | Province de Flandre-Occidentale |                                                                          |
| Nele Daenen         | Frank Vandenbroucke | Province du Brabant flamand     |                                                                          |
| Joris Vandenbroucke |                     | Province de Flandre-Orientale   | Chef de groupe                                                           |
| Anja Vanrobaeys     |                     | Province de Flandre-Orientale   |                                                                          |
| Alain Yzermans      |                     | Province de Limbourg            |                                                                          |

### CD&V -Christen-Democratisch en Vlaams(11)
| Nom                  | En remplacement de   | Circonscription                 | Fonction                                              |
| -------------------- | -------------------- | ------------------------------- | ----------------------------------------------------- |
| Franky Demon         |                      | Province de Flandre-Occidentale |                                                       |
| Nawal Farih          |                      | Province de Limbourg            | Première membre associée du bureau                    |
| Tine Gielis          |                      | Province d'Anvers               |                                                       |
| Leentje Grillaert    |                      | Province de Flandre-Orientale   |                                                       |
| Sammy Mahdi          |                      | Province du Brabant flamand     |                                                       |
| Steven Matheï        |                      | Province de Limbourg            |                                                       |
| Nathalie Muylle      |                      | Province de Flandre-Occidentale | Cheffe de groupe                                      |
| Koen Van den Heuvel  |                      | Province d'Anvers               |                                                       |
| Els Van Hoof         |                      | Province du Brabant flamand     | Présidente de la commission des Relations extérieures |
| Phaedra Van Keymolen | Vincent Van Peteghem | Province de Flandre-Orientale   |                                                       |
| Nahima Lanjri        | Annelies Verlinden   | Province d'Anvers               |                                                       |

### Ecolo-Groen(9)
- Ecolo-Groen forment un groupe conjoint.

| Nom                    | En remplacement de | Circonscription                 | Fonction                                                                     | Parti |
| ---------------------- | ------------------ | ------------------------------- | ---------------------------------------------------------------------------- | ----- |
| Staf Aerts             |                    | Province d'Anvers               | Président de la commission spéciale pour les Achats et les ventes militaires | Groen |
| Meyrem Almaci          |                    | Province d'Anvers               |                                                                              | Groen |
| Petra De Sutter        |                    | Province de Flandre-Orientale   |                                                                              | Groen |
| Rajae Maouane          |                    | Région de Bruxelles-Capitale    |                                                                              | Ecolo |
| Sarah Schlitz          |                    | Province de Liège               | Deuxième membre associée du bureau                                           | Ecolo |
| Tinne Van der Straeten |                    | Région de Bruxelles-Capitale    |                                                                              | Groen |
| Dieter Van Besien      |                    | Province du Brabant flamand     |                                                                              | Groen |
| Stefaan Van Hecke      |                    | Province de Flandre-Orientale   | Chef de groupe                                                               | Groen |
| Matti Vandemaele       |                    | Province de Flandre-Occidentale |                                                                              | Groen |

### Open Vld -Open Vlaamse Liberalen en Democraten(8)
| Nom                      | En remplacement de | Circonscription                 | Fonction                           |
| ------------------------ | ------------------ | ------------------------------- | ---------------------------------- |
| Alexia Bertrand          |                    | Région de Bruxelles-Capitale    |                                    |
| Steven Coenegrachts      |                    | Province de Limbourg            |                                    |
| Alexander De Croo        |                    | Province de Flandre-Orientale   |                                    |
| Irina De Knop            |                    | Province du Brabant flamand     |                                    |
| Katja Gabriëls           |                    | Province de Flandre-Orientale   | Cheffe de groupe                   |
| Vincent Van Quickenborne |                    | Province de Flandre-Occidentale | Troisième membre associé du bureau |
| Paul Van Tigchelt        |                    | Province d'Anvers               |                                    |
| Kjell Vander Elst        |                    | Province du Brabant flamand     |                                    |

### DéFI -Démocrate fédéraliste indépendant(1)
| Nom              | En remplacement de | Circonscription              | Fonction |
| ---------------- | ------------------ | ---------------------------- | -------- |
| François De Smet |                    | Région de Bruxelles-Capitale |          |

### Indépendant(1)
| Nom                 | En remplacement de | Circonscription                 | Fonction |
| ------------------- | ------------------ | ------------------------------- | -------- |
| Jean-Marie Dedecker |                    | Province de Flandre-Occidentale |          |

## Commissions parlementaires

### Commissions permanentes
- Économie, Protection des consommateurs et Agenda numérique
- Affaires sociales, Emploi et Pensions

### Commissions spéciales
- Commission parlementaire de Concertation
- Achats et ventes militaires